# Колоня Венета
Коло̀ня Вѐнета (на италиански: Cologna Veneta; на венециански: Cologna, Колоня) е градче и община в Северна Италия, провинция Верона, регион Венето. Разположено е на 24 m надморска височина. Населението на общината е 8646 души (към 2015 г.).